# Зоран Крстић
Протојереј-ставрофор Зоран Крстић је ректор Крагујевачке богословије и професор хришћанске социологије и канонског права на Православном богословском факултету Универзитета у Београду. 

## Биографија
Рођен је 20. 6. 1962. године у Кањижи. Завршио је у Крагујевцу Правни факултет 1990. године. Потом 1991. године је завршио Теолошки факултет у Солуну. Докторирао је на Теолошком факултету у Солуну 2001. године.
Протојереј-ставрофор Др Зоран Крстић је ректор богословије Св. Јована Златоустог од њеног осамостављивања 2000. године. Постао је 2002. године, доцент за канонско право на Православном богословском факултету, универзитета у Београду, а 2006 године је постао доцент за хришћанску социологију. Ванредни професор је постао 2013. године. 